# Over It (Summer Walker)
Over It è il primo album in studio della cantante statunitense Summer Walker, pubblicato il 4 ottobre 2019 dalle etichette discografiche LVRN e Interscope Records.

## Promozione
Il 30 settembre 2019 la cantante ha diffuso uno spot pubblicitario per promuovere il disco, che è stato paragonato alle pubblicità degli album R&B degli anni Novanta. L'album è stato messo in commercio nei formati  CD, LP, download digitale e streaming il 4 ottobre 2019 negli Stati Uniti.
Il 5 ottobre, giorno seguente alla pubblicazione dell'album, Walker ha condotto uno speciale radiofonico sulla piattaforma Apple Music 1 con la partecipazione della collega Ari Lennox. Il 26 ottobre del medesimo anno è invece iniziato il First and Last Tour, con date negli Stati Uniti e in Canada fino a fine dicembre.

## Tracce
1. Over It – 2:11
2. Body – 3:13
3. Playing Games (con Bryson Tiller) (Extended Version) – 2:23
4. Drunk Dialling...LODT – 2:14
5. Come Thru (con Usher) – 3:01
6. Potential – 2:53
7. Fun Girl – 1:49
8. Tonight – 2:56
9. Me – 2:08
10. Like It (con 6lack) – 2:51
11. Just Mine (con PartyNextDoor) – 3:25
12. Stretch You Out (feat. A Boogie wit da Hoodie) – 2:23
13. Off of You – 2:05
14. Anna Mae – 2:17
15. I'll Kill You (feat. Jhené Aiko) – 2:59
16. Nobody Else – 3:53
17. Playing Games – 3:23
18. Girls Need Love (con Drake) (Remix) – 3:42

## Successo commerciale
Over It ha debuttato alla 2ª posizione della Billboard 200 statunitense con 134 000 unità vendute nella sua prima settimana, di cui 14 000 vendite pure, 1 000 track-equivalent units (equivalenti a 10 000 vendite digitali delle singole tracce) e 119 000 stream-equivalent units (risultanti da 154.7 milioni di riproduzioni sulle piattaforme di streaming). L'album ha segnato all'epoca il record di disco di un'artista R&B femminile maggiormente riprodotto negli Stati Uniti, superando Lemonade di Beyoncé (2016).

## Classifiche

### Classifiche settimanali
| Classifica (2019) | Posizione massima |
| ----------------- | ----------------- |
| Australia         | 17                |
| Belgio (Fiandre)  | 31                |
| Belgio (Vallonia) | 78                |
| Canada            | 4                 |
| Francia           | 63                |
| Irlanda           | 32                |
| Nuova Zelanda     | 16                |
| Paesi Bassi       | 14                |
| Regno Unito       | 7                 |
| Stati Uniti       | 2                 |
| Svizzera          | 56                |

### Classifiche di fine anno
| Classifica (2019) | Posizione |
| ----------------- | --------- |
| Stati Uniti       | 109       |
| Classifica (2020) | Posizione |
| Stati Uniti       | 17        |
| Classifica (2021) | Posizione |
| Stati Uniti       | 59        |